# Američki institut za konzervaciju
Američki institut za konzervaciju  (AIC) je nacionalno američko udruženje konzervatora restauratora,sa sjedištem u Washingtonu.

## Povijest
AIC je osnovan 1972 .Danas ima više od 3500 članova u više od dvadeset zemalja svijeta.

## Zaklada
Zaklada je osnovana 1972 kako bi podupirala dobrotvorne,znanstvene i obrazovne aktivnosti

## Publikacije
AIC izdaje  The Journal of the American Insititure for Conservation, AIC News, te Specialty Group Publications.

## Global Conservation Forum
Od kraja listopada 2019.  godine AIC u okviru   svoje web stranice udomljuje i   Global conservation forum ,prije znan kao Conservation DistList (1987-2019),internacionalno orijentiran forum za konzervatore restauratore.

## Vanjske poveznice
- Službena stranica
- Global Conservation Forum